# Turkmenistan i olympiska sommarspelen 2000
Turkmenistan deltog i de olympiska sommarspelen 2000 med en trupp bestående av åtta deltagare, fyra män och fyra kvinnor, men ingen av landets deltagare erövrade någon medalj.

## Bordtennis
Damsingel
- Aida Steshenko

## Friidrott
Herrarnas diskuskastning
- Chary Mamedov
  - Kval – ingen placering (→ gick inte vidare)

Damernas tresteg
- Viktoriya Brigadnaya
  - Kval – 13.96 (→ gick inte vidare)

## Judo
- Galina Atayeva
- Nasiba Salayeva